# Kahren (Saarburg)
Kahren ist ein Stadtteil und ein Ortsbezirk der Stadt Saarburg im Landkreis Trier-Saarburg in Rheinland-Pfalz.

## Geographie
Der heutige Stadtteil liegt südwestlich der Kernstadt in etwa vier Kilometer Entfernung zwischen Wäldern und Feldern auf den Höhen des Saargaus. Mit dem Hosteberg (435 Meter ü. NN) liegt die höchste Erhebung zwischen Obermosel und Saar in der Gemarkung.
Zum Ortsbezirk gehören auch die Wohnplätze Auf der Hardt und Saargauhof.
Nachbarorte neben der Kernstadt Saarburg selbst im Nordosten und dem anderen Ortsbezirk Krutweiler im Osten sind Trassem im Südosten, Merzkirchen und seine Ortsteile Portz und Körrig im Südwesten bzw. Westen, sowie Fisch im Nordwesten.

## Geschichte
Bis zur Auflösung von Kurtrier gehörte Kahren (damals noch mit der Schreibweise Cahren) zum Amt Saarburg. Die Inbesitznahme des Linken Rheinufers durch französische Revolutionstruppen beendete die alte Ordnung. Der Ort wurde von 1798 bis 1814 Teil der Französischen Republik (bis 1804) und anschließend des Französischen Kaiserreichs, zugeordnet dem Kanton Saarburg im Arrondissement Trier des Saardepartements. Nach der Niederlage Napoleons kam Kahren 1815 aufgrund der auf dem Wiener Kongress getroffenen Vereinbarungen zum Königreich Preußen. Der Ort gehörte nun dem Kreis Saarburg im Regierungsbezirk Trier an, der 1822 Teil der neu gebildeten Rheinprovinz wurde.
Auf dem Hosteberg, der höchsten Erhebung im unteren Saargau, wurde 1911/12 unter Landrat Karl Brügman ein Hochbehälter errichtet, der nach dem Aufbau eines Verteilnetzes in den beiden folgenden Jahren für 41 umliegende Gemeinden eine zentrale Frischwasserversorgung sicherstellte, welche das Wasserholen an den bisherigen Dorfbrunnen ersetzte. Bis heute wird er als Wasserbehälter und Aussichtsturm genutzt.
Als Folge des Ersten Weltkriegs war die gesamte Region dem französischen Teil der Alliierten Rheinlandbesetzung zugeordnet. Nach dem Zweiten Weltkrieg  gehörte Kahren zu den Gemeinden der französischen Besatzungszone, die im Februar 1946 an das Saarland angeschlossen wurden, im Juni 1947 aber auch zu den Orten des Landkreises Saarburg, die wieder zurück gegliedert und Teil des damals neu gebildeten Landes Rheinland-Pfalz wurden.
Im Rahmen der rheinland-pfälzischen Gebiets- und Verwaltungsreform wurde der Landkreis Saarburg auf der Grundlage des „Dritten Landesgesetzes über die Verwaltungsvereinfachung im Lande Rheinland-Pfalz“ mit Wirkung vom 7. Juni 1969 aufgelöst und seine Gemeinden dem neu gebildeten Landkreis Trier-Saarburg zugeordnet. Am 7. November 1970 wurde die dahin selbstständige Gemeinde Kahren mit zu diesem Zeitpunkt 223 Einwohnern nach Saarburg eingemeindet.

## Politik

### Ortsbezirk
Kahren ist gemäß Hauptsatzung einer von zwei Ortsbezirken der Stadt Saarburg. Der Bezirk umfasst das Gebiet der ehemaligen Gemeinde. Die politischen Interessen des Stadtteils werden von einem Ortsbeirat und einem Ortsvorsteher vertreten.
Der Ortsbeirat besteht aus fünf Mitgliedern, die bei der Kommunalwahl am 9. Juni 2024 in einer Mehrheitswahl gewählt wurden, und dem ehrenamtlichen Ortsvorsteher als Vorsitzendem.
Reinhardt Paulus wurde 2011 Ortsvorsteher von Kahren. Bei der Direktwahl am 26. Mai 2019 wurde er mit einem Stimmenanteil von 81,75 % und am 9. Juni 2024 als einziger Bewerber mit 76,4 % jeweils für weitere fünf Jahre in seinem Amt bestätigt.
Sein Vorgänger Reiner Glosse hatte das Amt zwölf Jahre ausgeübt.

## Sehenswürdigkeiten

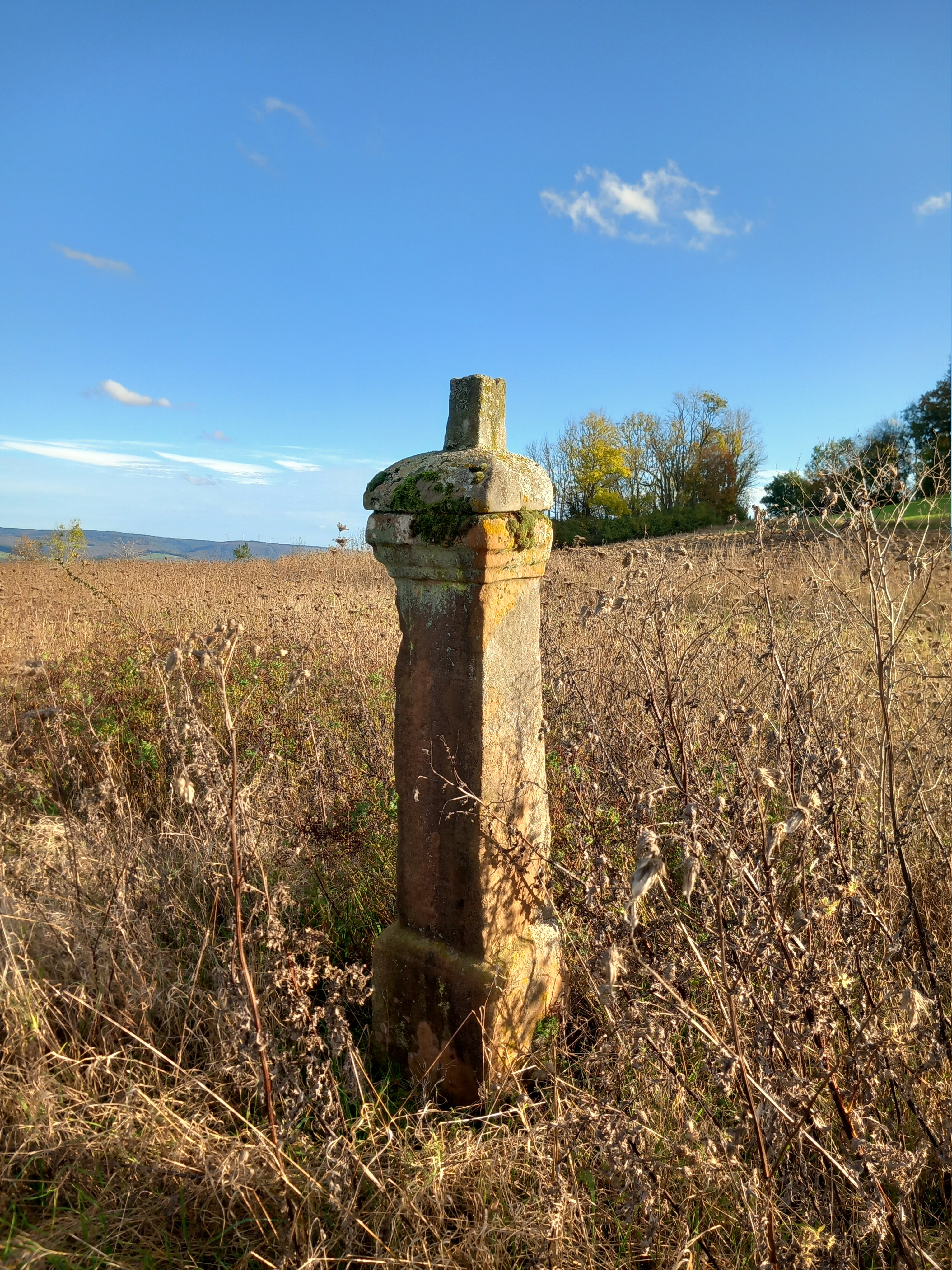
Das Rote Kreuz

In der Denkmalliste des Landes Rheinland-Pfalz (Stand: 2021) werden folgende Kulturdenkmäler genannt:
- Römisch-Katholische Filialkirche St. Matthias, Saalbau mit Querhaus, gotischer Kern und spätere Erweiterungen
- Dorfbrunnen und Portal aus dem 19. Jahrhundert
- Einklassiger Schulsaal (um 1850)
- Hosteturm, Wasserbehälter und Aussichtsturm (1911/12)[2]
- Wegekapelle und ein Pfeilerkreuz (Rotes Kreuz) in der Gemarkung

Eine um 1800 gepflanzte Eiche wird als Naturdenkmal geführt.

## Wirtschaft und Infrastruktur
Kahren liegt an der Landesstraße 132, die als Saargaustraße die Hauptstraße des Ortes ist. Am nordöstlichen Ortsrand zweigt die Kreisstraße K 124 ab.